# Mary Sidney

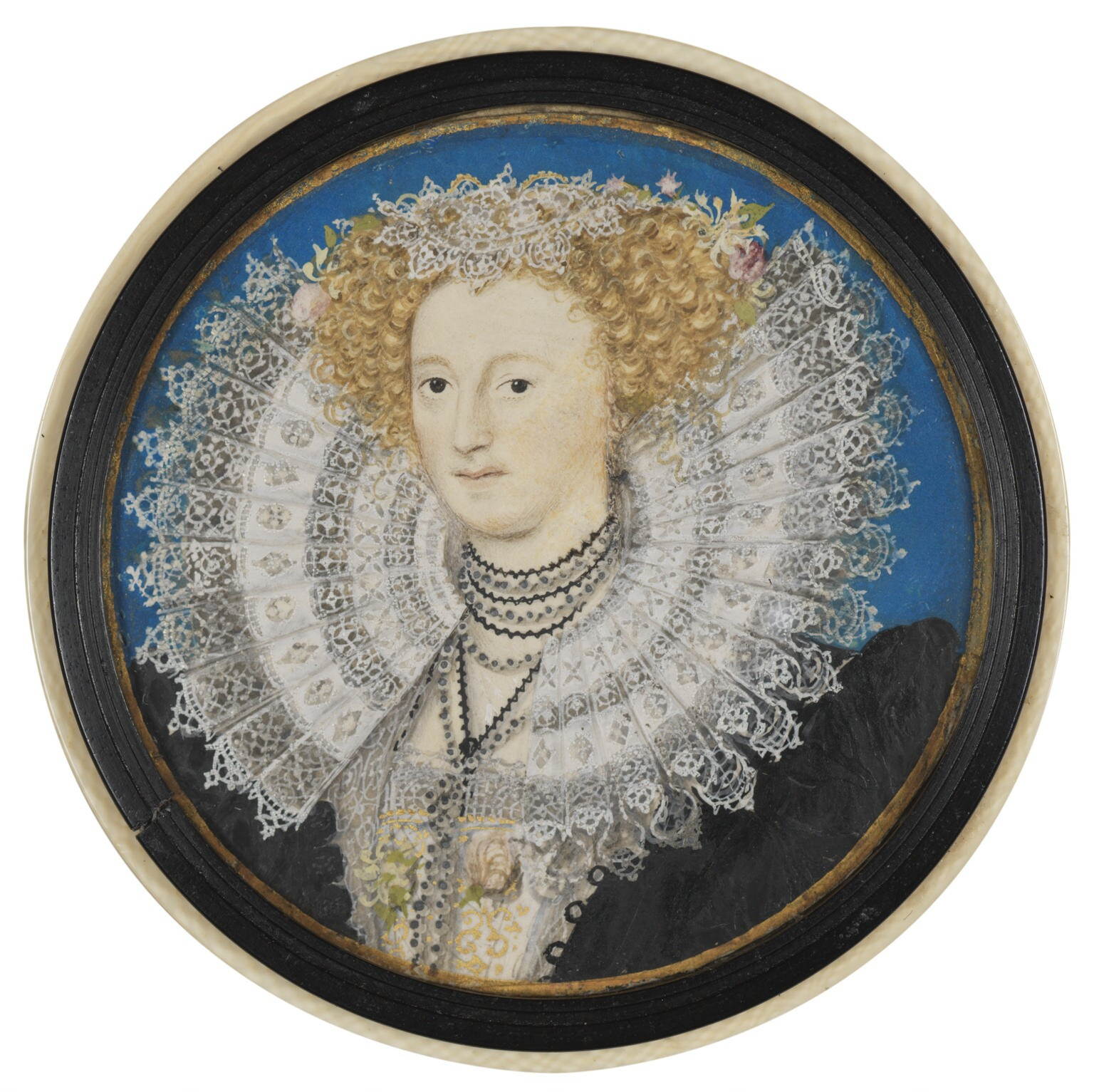
Porträt von Nicholas Hilliard, um 1590

Mary Herbert, Countess of Pembroke (geborene Sidney, * 27. Oktober 1561 in Ticknall Place, Bewdley, Worcestershire; † 25. September 1621 in London), war als gelehrte adlige englische Schriftstellerin in Elisabethanischer Zeit Mittelpunkt eines Künstlerzirkels.

## Leben
Mary war eine der drei Töchter Sir Henry Sidneys (1529–1586), der dreimal Lord Deputy of Irland war, aus dessen Ehe mit Lady Mary Dudley, der Tochter von John Dudley, 1. Duke of Northumberland und unter Edward VI. High Protector von England. Ihre Tante war Lady Jane Grey. Ihre Brüder waren der Dichter Sir Philip Sidney, Henry Sidney, Earl of Leicester, und Sir Robert Sidney. Sie genoss eine humanistische Erziehung: Französisch, Italienisch (durch eine Italienerin), Griechisch und Latein sowie musikalischen Unterricht, spielte Laute, Virginal, möglicherweise auch Violine und sang (besonders Psalmen). Sie war rothaarig wie die Königin und wird als leidenschaftliche bis hitzköpfige, starke Persönlichkeit geschildert, die ihre Meinung offen aussprach und für ihre geistreiche Konversation bekannt war.
Nach dem Tod ihrer letzten Schwester Ambrosia 1576 lud die ebenfalls als „gelehrtes Frauenzimmer“ bekannte Elizabeth I. sie an den Hof. Zur Königin hatte sie bereits Verbindung über ihren Onkel Robert Dudley, 1. Earl of Leicester, den damaligen Favoriten der Königin, und ihre Mutter, die die Königin als Kind gepflegt und sich dabei selbst mit Pocken angesteckt hatte. 1577 heiratete sie auf Vermittlung ihres Onkels den viel älteren Henry Herbert, 2. Earl of Pembroke (1534–1601), mit dem sie auf dem Familiensitz der Pembrokes in Wilton House bei Salisbury (Wiltshire) sowie in London in Baynard’s Castle lebte. Mit ihm hatte sie vier Kinder, darunter die beiden Brüder William, 3. Earl of Pembroke, und Philip,  4. Earl of Pembroke, die zeitweise Patrone von Shakespeares Theatertruppe „The King’s Men“ waren und denen die 1623 erschienene Folio-Ausgabe von Shakespeares Werken gewidmet ist.
Ein schwerer Schlag für sie war 1586 der Verlust ihrer Eltern und ihres geliebten Bruders Philip, der im Kampf der protestantischen Niederlande gegen die Spanier fiel. Sie gab später dessen Arcadia unter dem Titel „The Countess of Pembroke’s Arcadia“ heraus. Ihr Bruder hatte einen Großteil dieses Werks in ihrer Gegenwart geschrieben. Außerdem vollendete sie seine nachgelassene Psalmen-Übersetzung; bei seinem Tod hatte er 43 der 150 Psalmen übersetzt, sie übersetzte die restlichen 107 in möglichst vielen verschiedenen Versformen. Sie benutzte dabei die Genfer Bibel von 1560 und Schriften von Calvin, stützte sich aber meist auf ältere englische Übersetzungen. Ihre Übersetzung hatte großen Einfluss auf die metaphysischen Dichter des 17. Jahrhunderts wie zum Beispiel John Donne, der sie in einem Gedicht pries, und George Herbert, einen Vetter 1. Grades ihres Sohnes. Wie ihr Bruder versuchte sie, in ihrem Kreis die englische Sprache zu fördern und zu verfeinern, insbesondere durch Übersetzungen aus der Bibel. Sie selbst war in der calvinistischen Theologie bewandert (sie übersetzte z. B. ein Werk von Philippe de Mornay) und aktiv in der Hilfe für hugenottische Flüchtlinge. Auch hier bemühte sie sich, die Rolle ihres Bruders als Führers der reformierten protestantischen Partei fortzusetzen. Neben Übersetzungen schrieb sie einige Gedichte, darunter eines zur Erinnerung an ihren Bruder (The doleful lay of Clorinda, 1595). Sie gilt als erste Engländerin, die ein Drama und Gedichte unter ihrem Namen veröffentlichte.
In Wilton House hatte sie auch ein alchemistisches Laboratorium. Adrian Gilbert, der Halbbruder von Walter Raleigh, assistierte ihr bei ihren Experimenten (von denen z. B. noch Rezepte für Geheimtinte erhalten sind) und entwarf ihren Garten nach streng geometrischen, von okkulten Überlegungen inspirierten Regeln. In ihrem Interesse für Magie stand sie Kreisen um John Dee nahe und hatte möglicherweise Verbindung zu Giordano Bruno, der ihren Bruder kannte. Anscheinend kannte sie sich auch in der Medizin aus. Daneben gab sie große Feste (sie war eine leidenschaftliche Tänzerin), ging auf die Jagd (auch mit dem Falken) und unterhielt eine Theatertruppe. Außerdem war sie für ihre Stickereien berühmt.
Auf ihrem Landsitz sammelte sie über 20 Jahre einen Kreis von Dichtern und Musikern um sich, den sogenannten „Wilton Circle“, darunter Edmund Spenser, der ihr seine Ruines of time widmete, Michael Drayton, Sir John Davies, der auch ihr Sekretär war, und Samuel Daniel.
Nach dem Tod ihres Mannes 1600 übernahm sie die Verwaltung ihrer Güter und zog sich aus dem literarischen Zirkel zurück; ihr Sohn William übernahm ihre Rolle als Förderer der Literatur. Bei einem Besuch Jakobs I. 1603 in Wilton House traf er sie allerdings an, wie sie sich von der Theatertruppe Shakespeares, „The King’s Men“, unterhalten ließ. Ob Shakespeare selbst dabei war, ist unsicher. In einem ihrer Briefe drängt sie aber ihren Sohn, sie in Wilton zu besuchen, da Shakespeare dort auftrete. Ein anderer Hinweis auf die Verbindung mit Shakespeare ist ein Lobgedicht, das ihr Sekretär Sir John Davies auf ihn verfasste.
1603 zog Mary Sidney in ein gemietetes Haus in London. Sie lebte mit dem zehn Jahre jüngeren Matthew Lister, ihrem Arzt, zusammen, den sie möglicherweise auch heimlich heiratete. 1609 bis 1615 wohnte sie in Crosby Hall in Chelsea bei London, danach wieder in der Stadt. Sie besuchte regelmäßig den Badeort Spa in Belgien, schon damals bekannt für sein Glücksspiel, dem sie sich ebenfalls widmete. Bei Milton Keynes ließ sie von italienischen Architekten ein Landhaus bauen, das heute Ruine ist.
Sie starb in ihrem Londoner Haus in der Aldersgate Street (nahe der reformierten französischen Kirche) an Pocken und liegt neben ihrem Mann in der Kathedrale von Salisbury begraben, unter den Stufen zum Chor. Bei der großen Trauerfeier in St Paul’s Cathedral wurden auch ihre literarischen Erfolge gewürdigt.

## Sonstiges
Robin Williams stellt in seiner Biographie „Sweet Swan of Avon – Did a Woman Write Shakespeare?“ die These auf, Mary Sidney käme als mögliche Autorin der Werke Shakespeares in Betracht. Im Gegensatz zu Shakespeare zeigt sie in ihren Gedichten aber einen Hang zu sehr unterschiedlichen Versformen, ganz abgesehen von der stark religiösen Färbung vieler ihrer Werke.
Ihre Übersetzung der „Tragedy of Antonie“ wird als mögliche Quelle für Shakespeares „Antonius und Cleopatra“ (1607) angesehen.
Auch ihre Mutter schrieb Gedichte, ebenso ihre Nichte Lady Mary Wroth (1587–1652), Tochter ihres Bruders Henry Sidney, die teilweise bei ihr aufwuchs. Zeitweise wurde sie von Mary Sidney verdächtigt, mit ihrem Liebhaber Lister anzubändeln, sie war in Wirklichkeit nach dem Tod ihres Mannes die Geliebte von Mary Sidneys Sohn, ihrem Vetter William Herbert, mit dem sie zwei uneheliche Kinder hatte.
Man geht davon aus, dass Christopher Marlowes lateinische Zueignung zu Thomas Watsons Amintæ Gaudia an Mary Herbert, Countess of Pembroke, gerichtet ist.

## Werke
- Margaret Hannay, Noel Kinnaman, Michael Brennan: The collected works of Mary Sidney Herbert, Countess of Pembroke, 2 Bde., Oxford, Clarendon Press 1998 (Bd. 1 mit Briefen, in Bd. 2 die Psalmen)
- The Dolefull Lay of Clorinda, 1595 (abgedruckt in Edmund Spenser „Astrophel“, London 1595)
- The Psalms of David (zu Lebzeiten nur als Manuskript, 1590er Jahre), Neuausgabe von Hannibal Hamlin: The Sidney Psalter. The Psalms of Sir Philip and Mary Sidney (Oxford World’s Classics), Oxford University Press 2009, ISBN 978-0-19-921793-9
- Übersetzung von Robert Garnier The Tragedy of Antonie, 1592, 1595 (ein sogenanntes „closet drama“, das heißt nur für den Vortrag bestimmt)
- Übersetzung von Petrarca The triumph of death („Trionfo della Morte“), 1590er Jahre
- Übersetzung von Philippe Duplessis-Mornay (1549–1623) Discourse of life and death („Discours de la vie et de la mort“) 1592
- Dialogue between two Shepherds, Thenot and Piers, in praise of Astrea, 1602 (in Francis Davis (Hrsg.) „A poetical rhapsody“)
- Even now that care (1590er Jahre, 1623 versehentlich in den Werken von Samuel Daniel abgedruckt, da unter seinen Papieren gefunden)
- To the angel spirit of the most excellent Sir Philipp Sydney, 1590er Jahre